# Antic Hospital Municipal (Cadaqués)
Antic Hospital Municipal és un edifici del municipi de Cadaqués (Alt Empordà) inclòs en l'Inventari del Patrimoni Arquitectònic de Catalunya.

## Descripció
Edifici aïllat que ocupa tota una parcel·la que fa cantonada, amb les quatre façanes visibles; dues, la façana nord i oest, que donen als carrers; i dues que donen a l'interior de l'illa. La coberta és de pavelló de teules àrabs, amb carener de rajoles i teules sortints en tres capes.
La façana encarada al nord és la principal, i presenta planta baixa i pis. La porta d'entrada és doble i té un petit espai enmig. El portal exterior, d'arc carpanell, conserva una bonica porta de fusta, mentre la porta-finestra interior presenta un arc rebaixat. El mateix succeeix amb la resta de finestres de la mateixa planta. Continuant amb la mateixa façana, i en el costat oest, les obertures són poques i petites, i es troben una mica amagades pel grossor del mur, amb una forta prevalença de la volumetria muraria, típica de les construccions dels segles xiii i xiv. Aquests elements estan representats per finestres i balcons rectangulars, que es distribueixen alternadament.
Les altres dues façanes, aprofitant les hores de llum solar que els dona l'orientació cap a sud i est, tenen més obertures, quasi totes finestrals i balcons, amb dimensions estandarditzades (rectangularitat austera) i distribuïdes respectant una certa axialitat entre elles, creant una simetria volumètrica. La diferència de profunditat i tractament dels acabats de la llosa del primer balcó, en l'extremitat oest de la façana, són testimonis evidents de les modificacions operades a aquest costat de l'edifici.
Arrebossat pintat en blanc en totes les façanes, presenta destacaments puntuals en les franges inferiors de les parets nord-oest. Els balcons tenen lloses arrebossades i pintades en blanc, i baranes metàl·liques pintades en negre.

## Història
L'edifici té orígens medievals i encara que alguns elements, com les obertures de la façana sud, hagin estat modificats, es conserva perfectament la tipologia d'estructura hospitalària amb planta de forma quadrangular i pati interior, constituint un tipus edificatori singular.
Una placa a l'entrada del casal, posa la data 1339 com any de fundació d'aquesta residència, i la parcel·la ja apareix parcialment construïda en el plànol del 1684 (pl. històric Cap de Quiers..., 1684 - AHCOAC).